# Ash Hollywood
Ash Hollywood (Arizona; 27 de mayo de 1989) es una actriz pornográfica y directora estadounidense.

## Biografía
Nació en mayo de 1989 con el nombre de Ashley Theis en el estado de Arizona (Estados Unidos), en una familia con ascendencia nativoamericana, sueca, finlandesa y alemana. Siendo muy pequeña, su familia se trasladó a Atlanta (Georgia).
Antes de entrar en el mundo del cine X, trabajó como barista en una cafetería y como modelo. En 2010, a los 21 años de edad, entraba en la industria pornográfica.
Desde sus comienzos empezó a trabajar con las principales productoras como Penthouse, Blacked, Tushy, Reality Kings, New Sensations, Girlfriends Films, Adam & Eve, Evil Angel, Marc Dorcel Fantasies, Private, Naughty America o Vivid.
En 2012 recibió sendas nominaciones en los Premios AVN y XBIZ a Mejor actriz revelación. Ese mismo año lo estuvo en los AVN en la categoría de Mejor escena de trío M-H-M por la película Spider-Man XXX: A Porn Parody.
Algunos trabajos de su filmografía son Babysitters Gone Bad, Eternal Passion 4, Female Prison Guards, Forsaken, Fuck Girls, Girls Will Be Boys, Lesbian Cooking Show 2, Lesbian Fashionistas, Scandalous Girl o Squirtamania 21.
Entre 2012 y 2013 también dirigió -y protagonizó- cuatro entregas de la saga Boot Camp para Pure Play Media.
Ha grabado más de 620 películas como actriz.

## Premios y nominaciones
| Año  | Ceremonia                   | Resultado | Premio                                                 | Trabajo                                |
| ---- | --------------------------- | --------- | ------------------------------------------------------ | -------------------------------------- |
| 2012 | Premios AVN                 | Nominada  | Mejor actriz revelación                                | —                                      |
| 2012 | Premios AVN                 | Nominada  | Mejor escena de trío M-H-M                             | Spider-Man XXX: A Porn Parody          |
| 2012 | Premios XBIZ                | Nominada  | Mejor actriz revelación                                | —                                      |
| 2012 | Premios XRCO                | Nominada  | Mejor actriz revelación                                | —                                      |
| 2013 | Premios AVN                 | Nominada  | Mejor escena de sexo lésbico en grupo                  | Buffy The Vampire Slayer XXX: A Parody |
| 2013 | Premios AVN                 | Nominada  | Mejor escena de trío H-M-H                             | Slut Puppies 6                         |
| 2013 | Sex Awards                  | Nominada  | Sexiest Adult Star                                     | —                                      |
| 2013 | Spank Bank Awards           | Nominada  | Sexiest Woman Alive                                    | —                                      |
| 2013 | Spank Bank Awards           | Nominada  | Breakout Star of the Year                              | —                                      |
| 2013 | Spank Bank Awards           | Nominada  | Best All Around Porn Goddess                           | —                                      |
| 2013 | Spank Bank Awards           | Ganadora  | Tweeting Twat of the Year                              | —                                      |
| 2013 | Spank Bank Awards           | Nominada  | Most Spanked To Girl of the Year                       | —                                      |
| 2013 | Spank Bank Awards           | Nominada  | Fucking Nerd of the Year                               | —                                      |
| 2013 | Spank Bank Awards           | Nominada  | Porn's Next "It" Girl                                  | —                                      |
| 2013 | Spank Bank Awards           | Ganadora  | Most Photogenic                                        | —                                      |
| 2013 | Spank Bank Technical Awards | Ganadora  | Slutty Superhero                                       | —                                      |
| 2013 | Spank Bank Technical Awards | Ganadora  | Best Scissoring/Suction Cup Vortex                     | —                                      |
| 2013 | Spank Bank Technical Awards | Ganadora  | Raging Sarcastic Smartass                              | —                                      |
| 2013 | Spank Bank Technical Awards | Ganadora  | Practically Canadian                                   | —                                      |
| 2013 | Spank Bank Technical Awards | Ganadora  | Spelling Bee Champion                                  | —                                      |
| 2013 | Spank Bank Technical Awards | Ganadora  | Most Likely To Survive A Zombie Apocalypse             | —                                      |
| 2013 | Premios XBIZ                | Nominada  | Mejor escena de sexo en película lésbica               | Buffy The Vampire Slayer XXX: A Parody |
| 2014 | Premios AVN                 | Nominada  | Mejor escena de sexo seguro                            | Rekindled                              |
| 2014 | Premios AVN                 | Nominada  | Mejor escena de sexo lésbico                           | Girls will be Boys                     |
| 2014 | Premios AVN                 | Nominada  | Mejor escena de sexo chico/chica                       | Forsaken                               |
| 2014 | Premios AVN                 | Nominada  | Mejor escena POV de sexo                               | Eye Candy                              |
| 2014 | Spank Bank Awards           | Nominada  | Most Photogenic                                        | —                                      |
| 2014 | Spank Bank Awards           | Nominada  | Most Spanked To Girl of the Year                       | —                                      |
| 2014 | Spank Bank Awards           | Nominada  | Tweeting Twat of the Year                              | —                                      |
| 2014 | Spank Bank Awards           | Nominada  | Wet Dream Girl                                         | —                                      |
| 2014 | Spank Bank Awards           | Nominada  | Breakout Star of the Year                              | —                                      |
| 2014 | Spank Bank Awards           | Nominada  | Mattress Actress of the Year                           | —                                      |
| 2014 | Spank Bank Awards           | Nominada  | Porn Goddess                                           | —                                      |
| 2014 | Spank Bank Awards           | Nominada  | Pussy Eating Princess of the Year                      | —                                      |
| 2014 | Spank Bank Awards           | Nominada  | The Total Package                                      | —                                      |
| 2014 | Spank Bank Awards           | Nominada  | Most Beautiful Seductress                              | —                                      |
| 2014 | Spank Bank Awards           | Nominada  | Fucking Nerd of the Year                               | —                                      |
| 2014 | The Fannys                  | Nominada  | Kink Performer of the Year                             | —                                      |
| 2014 | The Fannys                  | Nominada  | Most Underrated Star                                   | —                                      |
| 2014 | Premios XBIZ                | Nominada  | Mejor escena de sexo en película de parejas o temática | Broken Hearts                          |
| 2015 | Premios AVN                 | Nominada  | Mejor escena de sexo en grupo                          | Orgy Initiation of Lola                |
| 2015 | Premios AVN                 | Nominada  | Mejor escena de trío M-H-M                             | Squatter                               |
| 2015 | Premios AVN                 | Nominada  | Mejor escena POV de sexo                               | Manuel's Fucking POV                   |
| 2015 | Premios AVN                 | Nominada  | Mejor actriz                                           | No Way Out                             |
| 2015 | Premios AVN                 | Nominada  | Premio fan: Actriz porno favorita                      | —                                      |
| 2015 | Premios AVN                 | Nominada  | Premio fan: Personalidad más estrafalaria              | —                                      |
| 2015 | Nightmoves                  | Nominada  | Best Adult Film Star Feature Dancer                    | —                                      |
| 2015 | Nightmoves Fan Awards       | Nominada  | Best Adult Film Star Feature Dancer                    | —                                      |
| 2015 | Spank Bank Awards           | Nominada  | Wet Dream Girl                                         | —                                      |
| 2015 | Spank Bank Awards           | Nominada  | Most Beautiful Seductress                              | —                                      |
| 2015 | Spank Bank Awards           | Nominada  | Most Photogenic                                        | —                                      |
| 2015 | Spank Bank Awards           | Nominada  | Blonde Bombshell of the Year                           | —                                      |
| 2015 | Spank Bank Awards           | Nominada  | Sexiest Woman Alive                                    | —                                      |
| 2015 | Spank Bank Awards           | Ganadora  | Pussy of the Year                                      | —                                      |
| 2015 | Spank Bank Awards           | Nominada  | Mattress Actress of the Year                           | —                                      |
| 2015 | Spank Bank Awards           | Nominada  | Dirty Little Slut of the Year                          | —                                      |
| 2015 | Spank Bank Awards           | Nominada  | Fucking Nerd of the Year                               | —                                      |
| 2015 | Spank Bank Awards           | Nominada  | Fun Sized Fuck Bunny                                   | —                                      |
| 2015 | Spank Bank Awards           | Nominada  | Tweeting Twat of the Year                              | —                                      |
| 2015 | Spank Bank Technical Awards | Ganadora  | Best Groomed Bearded Clam                              | —                                      |
| 2015 | Spank Bank Technical Awards | Ganadora  | Best Reason To Get Satellite Radio                     | —                                      |
| 2015 | Spank Bank Technical Awards | Ganadora  | A Bad Girl To Blow Your Mind                           | —                                      |
| 2015 | Premios XBIZ                | Nominada  | Mejor escena de sexo en película parodia               | Snow White XXX: An Axel Braun Parody   |
| 2015 | Premios XBIZ                | Nominada  | Mejor escena de sexo en película lésbica               | No Way Out                             |
| 2015 | Premios XBIZ                | Nominada  | Mejor actriz en película parodia                       | 24 XXX: An Axel Braun Parody           |
| 2015 | Premios XRCO                | Nominada  | Unsung Siren of the Year                               | —                                      |
| 2016 | Premios AVN                 | Nominada  | Mejor escena de sexo lésbico en grupo                  | Sisterhood                             |
| 2016 | Premios AVN                 | Nominada  | Mejor escena POV de sexo                               | Manuel's POV                           |
| 2016 | Premios AVN                 | Nominada  | Premio fan: Mejor culo                                 | —                                      |
| 2016 | Spank Bank Awards           | Nominada  | Best Booty                                             | —                                      |
| 2016 | Spank Bank Awards           | Nominada  | Best 'Resting Bitch' Face                              | —                                      |
| 2016 | Spank Bank Awards           | Nominada  | Customs Making Mogul of the Year                       | —                                      |
| 2016 | Spank Bank Awards           | Nominada  | Best 'Come Fuck Me' Eyes                               | —                                      |
| 2016 | Spank Bank Awards           | Nominada  | Mattress Actress of the Year                           | —                                      |
| 2016 | Spank Bank Awards           | Nominada  | Blonde Babe of the Year                                | —                                      |
| 2016 | Spank Bank Awards           | Nominada  | Most Photogenic                                        | —                                      |
| 2016 | Spank Bank Awards           | Nominada  | Instagram Girl of the Year                             | —                                      |
| 2016 | Spank Bank Awards           | Ganadora  | The Total Package                                      | —                                      |
| 2016 | Spank Bank Technical Awards | Ganadora  | Best Radio Host                                        | —                                      |
| 2016 | Spank Bank Technical Awards | Ganadora  | Motivational Temptress                                 | —                                      |
| 2016 | Premios XRCO                | Nominada  | Unsung Siren of the Year                               | —                                      |
| 2017 | Premios AVN                 | Nominada  | Mejor escena de trío H-M-H                             | Let It Ride                            |
| 2017 | Spank Bank Awards           | Ganadora  | Supreme Majesty of the Stripper Pole                   | —                                      |
| 2017 | Spank Bank Awards           | Nominada  | Customs Specialist of the Year                         | —                                      |
| 2017 | Spank Bank Awards           | Nominada  | Empress of Nipple Paradise                             | —                                      |
| 2017 | Spank Bank Awards           | Nominada  | Most Photogenic Nymphomaniac                           | —                                      |
| 2017 | Spank Bank Awards           | Nominada  | Countess of Contortionism                              | —                                      |
| 2017 | Spank Bank Awards Technical | Ganadora  | Snowboarding Ninja                                     | —                                      |
| 2018 | Premios XBIZ                | Nominada  | Mejor escena de sexo en película lésbica               | Brandi Loves Girls                     |